# Angela Schneider
Angela Schneider, kanadska veslačica, * 28. oktober 1959, St. Thomas, Ontario, Kanada.
Na Poletnih olimpijskih igrah 1984 v Los Angelesu je v četvercu s krmarjem osvojila srebrno medaljo, kasneje pa je postala profesorica na Univerzi Zahodnega Ontaria. Predava kineziologijo in športno etiko.